# Пестунович, Вадим Александрович
Вадим Александрович Пестунович (6 января 1942 года-2004) — российский учёный, лауреат Государственной премии РФ, доктор химических наук, профессор, заведующий лабораторией структурной химии Института химии.

## Биография
Окончил Горьковский государственный университет по специальности химик-исследователь (1963) и аспирантуру, в 1968 году защитил диссертацию. Работал в Риге.
В конце декабря 1970 года переехал в Иркутск. Организатор и заведующий лаборатории радиоспектроскопии (с 1978 г. — структурной химии, с 2016 г. — ядерного магнитного резонанса) Иркутского института химии им. А. Е. Фаворского СО АН СССР (СО РАН).
Одним из первых в СССР начал фундаментальные исследования строения органических и элементоорганических соединений методами мультиядерной спектроскопии ядерно-магнитного резонанса.
Разработал новые методы синтеза новых разнообразных классов соединений гипервалентного кремния, обнаружил ряд неизвестных ранее реакций и перегруппировок, объяснил перспективы использования повышенной реакционной способности соединений гипервалентного кремния в органическом и элементоорганическом синтезе.
Автор научного открытия и 350 научных публикаций.
Доктор химических наук, профессор.
Государственная премия Российской Федерации в области науки и техники 1997 года — за создание и развитие химии органических соединений пентакоординированного кремния.
Скоропостижно скончался 4 июля 2004 года.